# Miguel Angel Olaverri Arroniz
Miguel Angel Olaverri Arroniz SDB, né le 9 mai 1948 à Pampelune en Espagne, est un prêtre religieux catholique évêque de Pointe-Noire.

## Biographie

### Prêtrise
Miguel Angel Olaverri Arroniz entre dans la Congrégation des Salésiens de Don Bosco, au noviciat de Godelleta à l'âge de 15 ans. Après le lycée, il poursuit des études de philosophie à Valence puis de théologie, à Barcelone. Le 16 août 1966, il fait sa première profession religieuse. Il émet ses vœux perpétuels le 21 juin 1973 et reçoit son ordination le 5 mai 1976 à Barcelone.
En août 1976, Miguel Olaverri est envoyé comme missionnaire en Afrique, avec le Gabon comme premier pays de mission. Il y exerce son ministère auprès de la communauté salésienne de Sindara, dans le diocèse de Mouila.
À partir de 1977, il est affecté en république du Congo qui semble être son vrai pays de d'adoption. En plus de sa mission pastorale, il est professeur de langue espagnole et de lettres au lycée technique du 1er mai et au lycée Savorgnan De Brazza, comme fonctionnaire de l’État congolais.
Entre 1977 et 1993, il exerce son ministère pastoral à la paroisse Saint Charles Lwanga de Makélékélé, au Foyer Abraham de Bacongo et voit naître l’école professionnelle de la «Cité Don Bosco», accomplissant, en même temps, plusieurs charges pastorales diocésaines comme la direction du bureau archidiocésain et national pour les communications sociales et la responsabilité de la commission diocésaine de la pastorale des jeunes.
Au sein de la congrégation salésienne, il a occupé les fonctions de supérieur de la Quasi-Province salésienne de l'Afrique tropicale équatoriale de 1998 à 2004, avec siège à Yaoundé au Cameroun.
En septembre 2004, le père Miguel est nommé curé de la paroisse Saint Jean Bosco ainsi que supérieur de la communauté salésienne de Pointe-Noire.
De 2004 à 2011, au sein du diocèse de Pointe-Noire, il a été directeur du Bureau catéchistique diocésain, responsable de la pastorale des jeunes et vicaire forain pour le secteur Centre de la ville de Pointe-Noire.
Pour la Conférence épiscopale du Congo, il est responsable de la fondation Caritas nationale, de la pastorale des migrants, de la commission "Justice et paix" et président du Bureau national des Communications sociales.
Le 31 mars 2011, il est nommé administrateur apostolique de Pointe-Noire à la suite de la déposition de  Monseigneur Jean-Claude Makaya Loemba.

### Évêque
Le pape Benoît XVI le nomme le 22 février 2013, évêque de Pointe-Noire. L'ordination épiscopale par l'évêque émérite de Bayeux-Lisieux, Pierre Pican SDB, a lieu le 28 avril de la même année. Sa devise est "Que tous soient un".
Les deux autres co-consécrateurs sont l'évêque de Kinkala, Louis Portella-Mbuyu, et le nonce apostolique en République du Congo, l'archevêque Jan Romeo Pawlowski.

### Archevêque
Le 30 mai 2020, le Pape François, érige la Province ecclésiastique de Pointe-Noire en Église métropolitaine, avec comme églises suffragantes, les diocèses de Dolisie et de Nkayi.
Par la même occasion, le Pape a nommé Mgr Olaverri, premier Archevêque métropolitain,,.

## Liens
- Ressource relative à la religion :   - Catholic Hierarchy